# (8374) Horohata
(8374) Horohata (1992 AK1) – planetoida z pasa głównego asteroid okrążająca Słońce w ciągu 5,8 lat w średniej odległości 3,23 au. Odkryta 10 stycznia 1992 roku.